# Notodonta lappona
Notodonta lappona är en fjärilsart som beskrevs av Rudolf Rangnow 1935. Notodonta lappona ingår i släktet Notodonta och familjen tandspinnare. Inga underarter finns listade i Catalogue of Life.